# Lüshi
Lüshi (dosł. ’poezja regularna’) – podstawowa forma poezji chińskiej z epoki dynastii Tang.
Forma lüshi dzieliła się na dwa podgatunki:
- wuyan lüshi 五言律詩 (pięciozgłoskowa poezja regularna)
- qiyan lüshi 七言律詩 (siedmiozgłoskowa poezja regularna)

Cechą charakterystyczną utworów z gatunku lüshi była długość ośmiu wersów. Inne cechy gatunek ten współdzielił z pozostałymi utworami epoki (układ rymów, rozmieszczenie tonów językowych, stosowanie zdań paralelnych). W utworach lüshi paralelizmy występowały najczęściej w środkowych parach wersów, czyli między 3. i 4. oraz 5. i 6.